# Peter Robinson (Politiker)

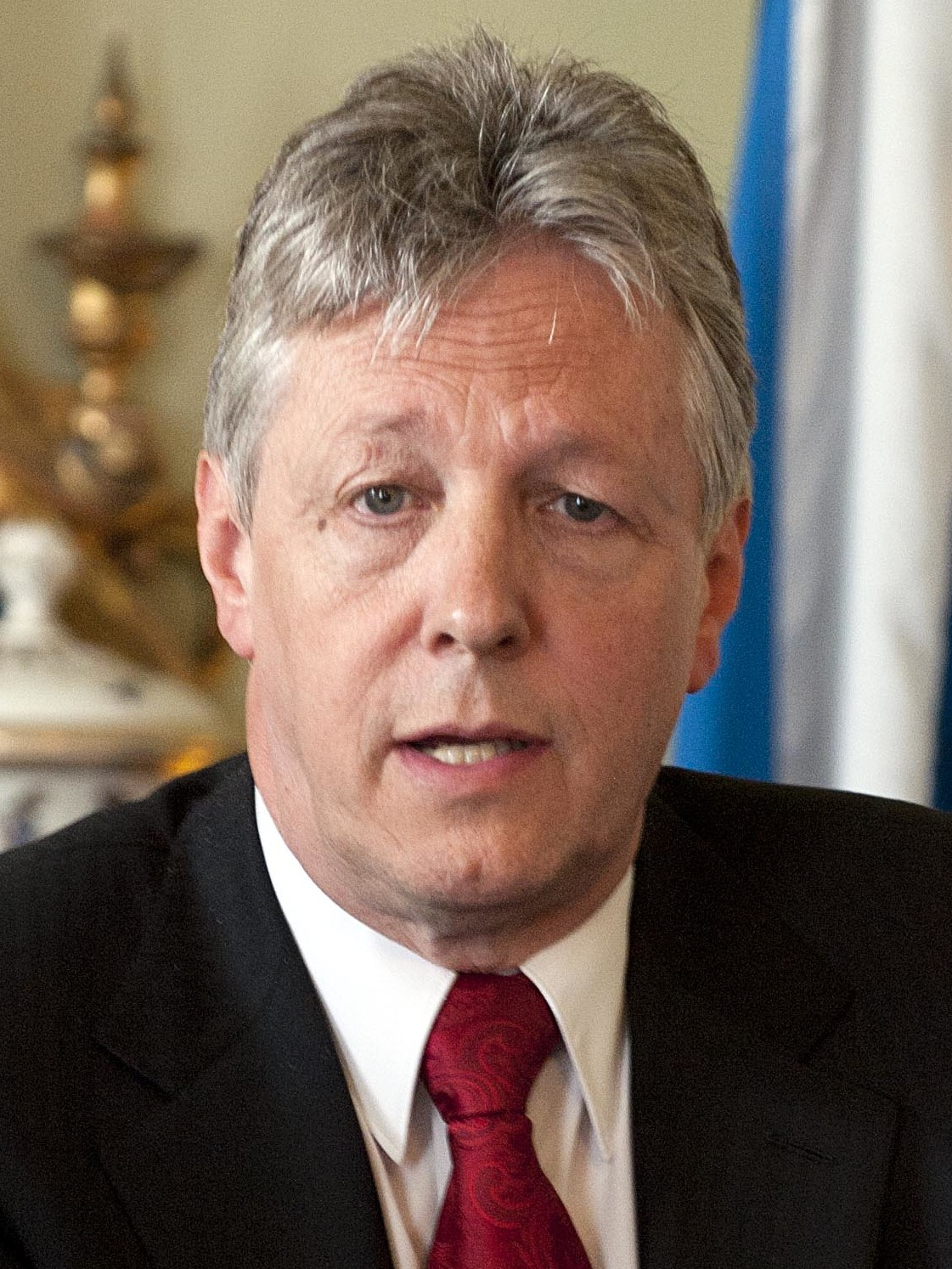
Peter Robinson

Peter David Robinson (* 29. Dezember 1948 in Belfast) ist ein ehemaliger nordirischer Politiker und war von 1982 bis 2016 Abgeordneter in der Northern Ireland Assembly. Er war vom 31. Mai 2008 bis 27. Dezember 2015 Vorsitzender der Democratic Unionist Party (DUP). Gleichzeitig war er vom 5. Juni 2008 (mit kurzer Unterbrechung vom 11. Januar bis 3. Februar 2010 und vom 10. September 2015 bis zum 20. Oktober 2015) bis zum 11. Januar 2016 Erster Minister in der nordirischen Selbstverwaltung.

## Lebenslauf
Robinson trat der DUP bei ihrer Gründung im Jahr 1971 bei. Zwischen 1975 und 1979 war er Generalsekretär der Partei. Er galt als sehr unnachgiebig in allen politischen Fragen und wurde in den 1980er Jahren verhaftet und zu einer Geldstrafe verurteilt, als er in einer Protestaktion die Grenze zur Republik Irland illegal überschritt, um auf den Mangel an Sicherheit an der Grenze aufmerksam zu machen. Erstmals 1979 wurde er als Abgeordneter des House of Commons für den Wahlkreis Belfast East. In allen folgenden Wahlen zum britischen Unterhaus bis zum Jahre 2010 konnte er diesen Sitz verteidigen. Bei den Unterhauswahlen 2010 verlor Robinson seinen Wahlkreis an die Kandidatin der Alliance Party of Northern Ireland Naomi Long.  Ab 1980 fungierte er als Stellvertreter des Parteichefs Ian Paisley und galt als dessen enger Vertrauter. In diesem Sinne war er Gegner des Karfreitagsabkommens. In der neu konstituierten Regierung in Nordirland war er seit 2007 Kabinettsmitglied und wirkte als Minister für Finanzen und Öffentlichen Dienst. 
Als Ian Paisley 2008 seinen Rücktritt von den Ämtern des Parteivorsitzenden und ersten Ministers erklärte, folgte ihm  Peter Robinson in beiden Ämtern nach. Er wurde von seiner Partei als erster Minister nominiert und am 5. Juni 2008 von der Northern Ireland Assembly akzeptiert. Der Amtsübernahme folgte ein Zerwürfnis mit der Familie Ian Paisleys, der Robinson als politischen Ziehsohn behandelt hatte. Die Familie Ian Paisleys beschuldigt Robinson, er habe diesen aus dem Amt gedrängt und ihn mit Worten „öffentlich hingerichtet“.
Anfang 2010 geriet Robinson in Kritik im Zusammenhang einer Affäre seiner Frau Iris Robinson, die ebenfalls Abgeordnete des House of Commons ist. Laut einem BBC-Bericht entwickelte sich ein Verhältnis zwischen Iris Robinson und einem Neunzehnjährigen, den sie bereits zuvor unterstützt hatte. Diesem soll sie Gelder zukommen lassen haben, die von Bauunternehmern stammten und die sie nicht ordnungsgemäß deklarierte. Laut BBC-Bericht wusste Peter Robinson von diesen Vorgängen und Geldern und versuchte, darauf hinzuwirken, dass die Gelder zurückgezahlt werden. Er habe es aber versäumt, die (illegalen) Vorgänge öffentlich zu machen, wie es als First Minister seine Pflicht gewesen sei.
Peter Robinson legte am 11. Januar 2010 wegen der Affäre vorübergehend die Amtsgeschäfte nieder. Bis zum 3. Februar 2010 wurde er durch Arlene Foster vertreten. Danach nach er die Amtsgeschäfte wieder auf.
Am 10. September 2015 trat Robinson vom Amt des Ersten Ministers zurück. Auslöser waren Streitigkeiten, die nach dem Mord an Kevin McGuigan in Belfast im Vormonat ausgebrochen waren. Die unionistischen Parteien UUP und DUP vermuteten, dass die (Provisional) IRA für den Mord verantwortlich sei, also eine Organisation, die es seit dem Karfreitagsabkommen 1998 nicht mehr geben dürfte. Die Weiterexistenz der IRA wurde von Sinn Féin bestritten. Die DUP forderte eine Suspendierung der Nordirland-Versammlung, und als diese nicht erfolgte, trat Robinson vom Amt des First Ministers zurück. Seine kommissarische Nachfolgerin in diesem Amt wurde seine Parteikollegin Arlene Foster. Am 20. Oktober 2015 nahm er sein Amt als First Minister wieder auf.
Im November 2015 erklärte Robinson, dass er sein Amt als Parteivorsitzender der DUP niederlegen werde und auch nicht mehr als First Minister zur Verfügung stehe. Bei den Wahlen zur Northern Ireland Assembly im Mai 2016 verzichtete er auf eine Kandidatur. Er erklärte seine Entscheidung mit seiner grundsätzlichen Auffassung, dass Politiker sich im Alter von 60 bis 65 Jahren von ihren Ämtern zurückziehen sollten, sowie damit, dass er im Mai 2015 einen Herzinfarkt erlitten habe, nach dem ihm die Ärzte zu einem anderen Lebensstil rieten.